# Cadurcia versicauda
Cadurcia versicauda là một loài ruồi trong họ Tachinidae.